# Чанша
Чанша (спрощ.: 长沙; кит. трад.: 長沙; піньїнь: Chángshā) — місто у провінції Хунань КНР, адміністративний центр провінції.

## Географія
Розташована на річці Сянцзян.

### Клімат
Місто знаходиться у зоні, котра характеризується вологим субтропічним кліматом. Найтепліший місяць — липень із середньою температурою 29.4 °C (85 °F). Найхолодніший місяць — січень, із середньою температурою 5 °С (41 °F).
| Клімат Чанші            | Клімат Чанші | Клімат Чанші | Клімат Чанші | Клімат Чанші | Клімат Чанші | Клімат Чанші | Клімат Чанші | Клімат Чанші | Клімат Чанші | Клімат Чанші | Клімат Чанші | Клімат Чанші | Клімат Чанші |
| Показник                | Січ.         | Лют.         | Бер.         | Квіт.        | Трав.        | Черв.        | Лип.         | Серп.        | Вер.         | Жовт.        | Лист.        | Груд.        | Рік          |
| Абсолютний максимум, °C | 17           | 26           | 29           | 31           | 33           | 35           | 37           | 43           | 35           | 30           | 26           | 22           | 43           |
| Середній максимум, °C   | 7            | 8            | 12           | 20           | 25           | 28           | 32           | 32           | 26           | 22           | 16           | 11           | 20           |
| Середня температура, °C | 5            | 6            | 10           | 17           | 22           | 25           | 29           | 28           | 23           | 18           | 13           | 8            | 17           |
| Середній мінімум, °C    | 3            | 3            | 7            | 13           | 18           | 22           | 26           | 25           | 21           | 15           | 9            | 4            | 14           |
| Абсолютний мінімум, °C  | −5           | −7           | 0            | 3            | 12           | 13           | 20           | 18           | 15           | 8            | −1           | −1           | −7           |
| Норма опадів, мм        | 50           | 90           | 130          | 170          | 210          | 200          | 110          | 110          | 60           | 80           | 70           | 40           | 1370         |
| ----------------------- | ------------ | ------------ | ------------ | ------------ | ------------ | ------------ | ------------ | ------------ | ------------ | ------------ | ------------ | ------------ | ------------ |
| Джерело: Weatherbase    |              |              |              |              |              |              |              |              |              |              |              |              |              |

## Адміністративний поділ
Міський округ поділяється на 6 районів, 2 міста і 1 повіт:
| Карта                                                                    | Карта    | Карта    | Карта            |
| ------------------------------------------------------------------------ | -------- | -------- | ---------------- |
| Нінсян Ванчен Юелу ① ② ③ ④ Чанша Люян ① Кайфу ② Тяньсінь ③ Фужун ④ Юйхуа |          |          |                  |
| Статус                                                                   | Назва    | Оригінал | Населення (2020) |
| Район                                                                    | Ванчен   | 望城区   | 890 214          |
| Район                                                                    | Кайфу    | 开福区   | 820 790          |
| Район                                                                    | Тяньсінь | 天心区   | 836 157          |
| Район                                                                    | Фужун    | 芙蓉区   | 642 010          |
| Район                                                                    | Юелу     | 岳麓区   | 1 526 641        |
| Район                                                                    | Юйхуа    | 雨花区   | 1 264 895        |
| Місто                                                                    | Люян     | 浏阳市   | 1 429 384        |
| Місто                                                                    | Нінсян   | 宁乡市   | 1 263 332        |
| Повіт                                                                    | Чанша    | 长沙县   | 1 374 491        |

## Історія
Чанша відома як великий центр вже за царства Чу і Цинь. У сучасній археології асоціюється з похованнями Мавандуй (Зах. Хань, 209 до н. е.. — 9 н. е.).
У Чанша почалася політична кар'єра Мао Цзедуна. З 1913 по 1918 він був студентом Хунанського педагогічного інституту, а потім з 1920 по 1922 працював учителем. Його школа була зруйнована під час громадянської війни, але потім школу відновили. Штаб-квартира ЦК хунанської компартії, яку організував Мао Цзедун, зроблена музеєм.
Під час Другої японо-китайської війни японці зробили чотири спроби оволодіти Чанша.

## Транспорт
Основний громадський транспорт у місті — автобуси. Будується метрополітен Чанши, дві лінії якого планується відкрити до 2015 році.
Великий залізничний вузол, включаючи вокзал високошвидкісних поїздів.
Міжнародний аеропорт Чанша Хуанхуа розташований приблизно за 20 км від центру міста та є одним з найзавантаженіших у Китаї. Виконуються внутрішні рейси у такі міста як Пекін, Куньмін, Наньнін, Ченду, Гуанчжоу, Ланьчжоу, Фучжоу, Сіань, Урумчі, Шанхай, Харбін та інші, а також такі міжнародні напрямки як Сеул, Сінгапур, Тайбей та інші.

## Економіка
Чанша — великий промисловий центр південного Китаю. Тут виробляються хімікати, сільськогосподарська техніка та обладнання, продукти харчування, цемент, гума, кераміка, папір та інше. У безпосередній близькості від міста ведеться видобуток вугілля. Чанша входить до 20 найбільш економічно розвинених міст країни; 2008 року його ВВП склав 43 доларів США, що на 15,1% більше показника за попередній рік. ВВП на душу населення — 6589$ США.
Місто привертає велику кількість іноземних інвестицій. Так, лише 2005 року до міста надійшло близько 1 млрд $ прямих іноземних інвестицій, головним чином у високі технології, виробництво, харчову промисловість та сферу послуг. 59% від загального обсягу інвестицій прийшло з Гонконгу, Південної Кореї, Сінгапуру та Японії; близько 29% — з країн Америки та 9% — з країн Європи. З економічним розвитком пов'язане швидке розростання міста та сильне погіршення його екології. У місті діє великий національний індустріально-технологічний парк.
2013 року у Чанші очікується будівництво за швидкісною технологією нового 838-метрового 220-поверхового хмарочосу «Небесне Місто» (Sky City).

## Впровадження цифрового юаня
Навесні 2023 року один з провідних банків КНР, Bank of Communications, надав цифрові кредити на загальну суму 583 100 юаней трьом технологічним стартапам з переліку малих та середніх підприємств Департаменту науки та технологій. Це перший випадок використання китайської цифрової валюти у кредитному секторі в цілому - та початок державного фінансування іновацій в технологіях у такий спосіб.

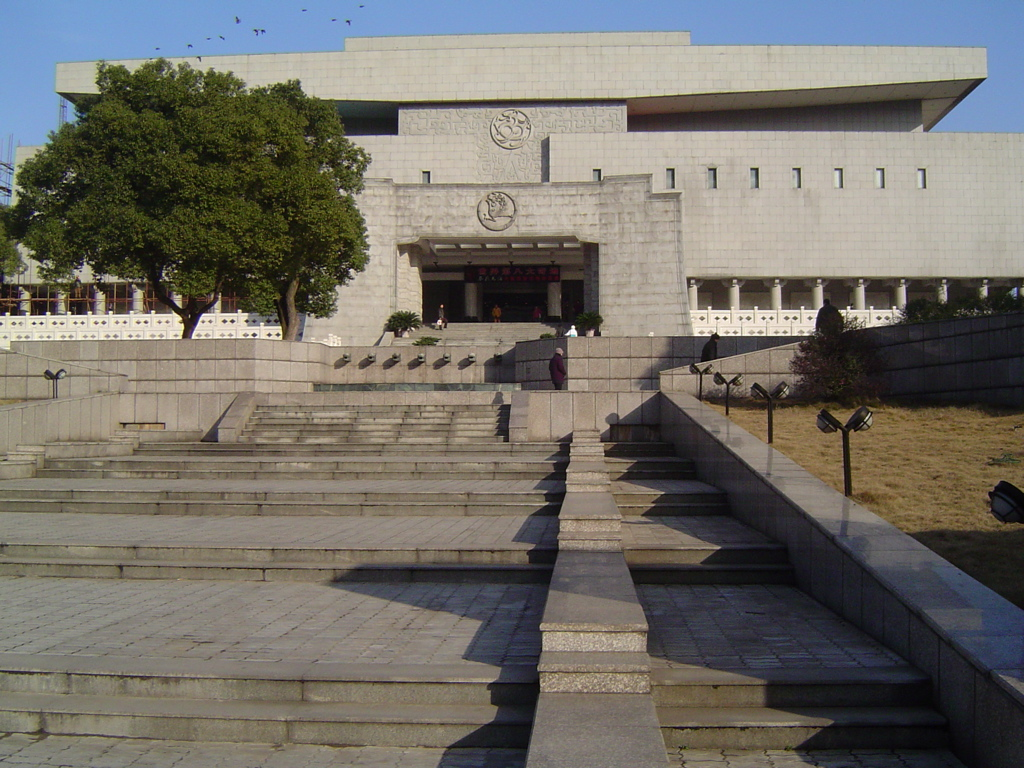
Музей провінції Хунань

## Культура
У місті діє один із найвідоміших у країні зоопарк.
2011 року у місті було відкрито піратський парк Angry Birds.

## Міста-побратими
- Південна Корея, Куми
- Японія, Каґошіма
- ПАР, Кімберлі
- Шрі-Ланка, Латенапула
- Бельгія, Монс
- США, Сент-Пол

Останнім часом ведуться переговори про встановлення побратимських зв'язків між містами Чанша та Ульяновськ (Росія).

## Знамениті уродженці
- Бей Фан — китайський письменник.
- Ма Сіґуан (947—951) — четвертий правитель держави Чу періоду п'яти династій і десяти держав.